# Alwata Ichata Sahi
Alwata Ichata Sahi est une femme politique malienne, née le 27 mars 1961 à Gao.
Enseignante de formation, titulaire d'un baccalauréat en philosophie et d'une maîtrise d'anglais, Alwata Ichata Sahi a occupé les fonctions de chef de cabinet du ministère du Logement, des Affaires foncières et de l’Urbanisme.
Alwata Ichata Sahi est nommée ministre de la Famille, de la Promotion de la Femme et de l’Enfant le 25 avril 2012 dans le Gouvernement de Cheick Modibo Diarra , reconduite dans ce poste dans le gouvernement d'union nationale de Cheick Modibo Diarra le 20 août 2012 . Elle est reconduite le 15 décembre 2012 au sein du gouvernement Diango Cissoko, ne quittant ce poste qu'en septembre 2013.